# Петелина, Ирина Андреевна
Ирина Андреевна Петелина (15 ноября 1964, Москва) — российский художник-иллюстратор.
Член Московского Союза художников с 1997 года.
В 1989 г. окончила Московский Архитектурный институт (кафедра дизайна).
С 1989 по 1990 гг. архитектор-дизайнер Всесоюзного научно-исследовательского института теории архитектуры и градостроительства (ВНИИТАГ).
Принимала участие в научно-исследовательских работах по архитектуре мостов Древнего Новгорода. Сделала исследовательскую работу по истории архитектуры Замоскворечья XVIII—XIX вв.
В 1990 г. поступила на курсы художников-мультипликаторов под руководством Ф. Хитрука.
С 1990—1995 гг. работала художником-аниматором на студии мультипликационных телефильмов творческого объединений «Студия «Экран»».Принимала участие в создании нескольких мультипликационных телефильмов, таких, как «Потец» А. Федулова и «Умная собачка Соня» В. Меджибовского и многих других.
2010 г. — Диплом Всероссийского конкурса «Образ книги» в номинации «Лучшие иллюстрации к произведениям
для детей и подростков»
Выставки:
- 1990 г. — «Московский Центральный дом Художника» Выставка молодых художников.
- 1991 г. — Центральный дом культуры АЗЛК , графическая выставка «Останкино-Текстильщики-транзит».
- 1992 г. — «Центральный дом актера». Выставка художников кинематографистов.
- 1993 г. — Театр-кабаре «Летучая мышь».
- 1998 г. — Восьмая выставка книжной графики московских художников Кузнецкий мост 20.
- 1999 г. — Девятнадцатая выставка книжной графики московских художников Кузнецкий мост 11.
- 1999 г. — Выставка художников книжной графики «Художник и поэт», посвященная А. С. Пушкину. Малый манеж.
- 2000 г. — Выставка Московского Союза Художников. Кузнецкий мост 11.
- 2001 г. — Выставка Москва- Петербург. Большой манеж.
- 2003 г. — Двадцатая выставка книжной графики московских художников. Кузнецкий мост 11.
- 2003 г. — Выставка «Книжная иллюстрация в России» на Франкфуртской книжной ярмарке.
- 2005 г. — Выставка «Х. К. Андерсен и русские иллюстраторы»
- 2005 г. — Выставка « Образ книги»
- 2006 г. — Выставка художников-иллюстраторов группы «format-A» в Российской Государственной детской библиотеке"
- 2006 г. — Выставка книжной иллюстрации под эгидой 8 Международной ярмарки Non-Fiktion в ЦДХ.
- 2007 г. — Выставка «Художник и книга 007». Кузнецкий мост 11.
- 2008 г. — Выставочный проект «Книжная иллюстрация» в рамках 10 Международной ярмарки Non-Fiktion в ЦДХ.
- 2009 г. — Выставка «Художник и книга 009» Кузнецкий мост 11.
- 2009 г. — Выставка художников-Иллюстраторов, Посвященная 200-летию Н. В. Гоголя. Москва. Выставочный зал «Торговые ряды.»
- 2009 г. — Выставочный проект «Книжная иллюстрация» в рамках 11 Международной ярмарки Non-Fiktion в ЦДХ.

С 1990 года проиллюстрировала более 50 книг. Из них основные:
- 1991 г. — О.Уальд. «Мальчик-Звезда» сборник сказок. Изд-во «Моя Москва» Москва.
- 1995 г. — Братья Гримм «Мальчик-с-пальчик» Изд-во «Эксмо», Москва.
- 1997 г. — «Чудеса в лукошке», русские народные сказки. Изд-во «Эксмо», Москва.
- 1999 г. — С.Маршак. «Двенадцать месяцев» изд-во «Махаон», Москва.
- 2000 г. — Ю. Олеша. «Три толстяка», изд-во «Махаон», Москва.
- 2000 г. — Братья Гримм. «Белоснежка и семь гномов», изд-во «Zapp», Tormont Монреаль, Квебек, Канада.
- 2001 г. — Г. Х. Андерсен. Сказки. «Махаон», Москва.
- 2001 г. — М.Твен. «Принц и нищий», изд-во «Стрекоза», Москва.
- 2002 г. — Дж. Р. Р. Толкин. «Стрекоза», Москва.
- 2002 г. — В. Губарев «Королевство кривых зеркал». «Стрекоза». Москва.
- 2003 г. — «Апи и мальчик-чужестранец» сказка Берега слоновой кости агентство PiArt Южная Корея Сеул.
- 2004 г. — Э.Незбит «Принцесса и кошка» «Махаон» Москва.
- 2005 г. — Сказки про животных. «Махаон» Москва.
- 2006 г. — Э. Б. Уайт «Паутина Шарлотты» «Глобус» Москва
- 2008 г. — Г. Х. Андерсен. «Снежная Королева», «Прфиздат» Москва
- 2009 г. — Сказки о Колдунах и Колдуньях Москва. «Росмен»
- 2010 г. — «Большая Книга Русских Народных сказок» Москва «Махаон»
- 2010 г. — Братья Гримм Сказки Москва. «Росмен»
- 2015 г. — Анастасия Строкина «Кит плывет на север». Издательский дом КомпасГид. Москва.

Работы находятся в частных коллекциях Германии, России, США, Франции, Канады и Израиля.